# WWE Live from Madison Square Garden
WWE Live from Madison Square Garden fue  un evento de lucha libre profesional producido por la WWE y transmitido en vivo por WWE Network. Tuvo lugar el 3 de octubre de 2015 desde el Madison Square Garden en Manhattan, Nueva York. El tema musical oficial fue "Back to the NYC" de CFO$ (con Cody B. Ware y Nicole Tranquillo).

## Resultados
- Dark Match: Zack Ryder derrotó a Bo Dallas.
  - Ryder cubrió a Dallas.
- Dark Match: Mark Henry derrotó a Brad Maddox.
  - Henry cubrió a Maddox.
- Randy Orton & Dolph Ziggler derrotaron a Sheamus & Rusev (con Summer Rae). (8:41)
  - Orton cubrió a Sheamus después de un «RKO».
  - Después de la lucha, Sheamus atacó a Rusev.
- Neville derrotó a Stardust. (7:26)
  - Neville cubrió a Stardust después de un «Red Arrow».
- Team Bella (Nikki Bella, Brie Bella & Alicia Fox) derrotó a Team PCB (Paige, Charlotte & Becky Lynch). (8:26)
  - Nikki cubrió a Paige después de un «Rack Attack».
  - Durante la lucha, Charlotte & Lynch abandonaron a Paige.
- Kevin Owens derrotó a Chris Jericho y retuvo el Campeonato Intercontinental. (8:09)[3]
  - Owens cubrió a Jericho al revertir un «Walls of Jericho» en un «Roll-Up».
- The Dudley Boyz (Bubba Ray Dudley & D-Von Dudley) derrotaron a los Campeones en Parejas de la WWE The New Day (Big E & Kofi Kingston) (con Xavier Woods) por descalificación. (6:40)
  - The New Day fue descalificado después de que Woods atacara a D-Von.
  - Después de la lucha, The Dudley Boyz le aplicaron un «3D» a Woods sobre una mesa.
  - Como consecuencia, The New Day retuvo los títulos.
- Brock Lesnar (con Paul Heyman) derrotó a The Big Show. (4:08)
  - Lesnar cubrió a Show después de un «F5».
  - Después de la lucha, Lesnar volvió al ring y atacó a Show con otro «F5».
- John Cena derrotó al Campeón Mundial Peso Pesado de la WWE Seth Rollins en un Steel Cage Match y retuvo el Campeonato de los Estados Unidos. (22:44)[4]
  - Cena cubrió a Rollins después de un «Attitude Adjustment».
  - Durante la lucha, Kane interfirió impidiendo que Rollins escapase de la jaula.
  - Después de la lucha, Kane atacó a Rollins.
  - El Campeonato Mundial Peso Pesado de la WWE de Rollins no estaba en juego.